# Bombylius validus
Bombylius validus är en tvåvingeart som beskrevs av Friedrich Hermann Loew 1863. Bombylius validus ingår i släktet Bombylius och familjen svävflugor. Inga underarter finns listade i Catalogue of Life.